# Битва за Багдад (1917)
Битва за Багдад — військова операція, проведена в період з 8 по 11 березня 1917 року, під час Першої світової війни, в ході якої британські війська зуміли завдати поразки турецьким військам і захопити важливий населений пункт в Месопотамії Багдад.

## Передісторія
Після того, як англійські війська капітулювали в Куті 29 квітня 1916 року, британські війська в Месопотамії вимагали відновлення і реорганізації. Був призначений новий командувач британськими військами в Месопотамії генерал Стенлі Мод. Новому командиру було доручено відновити боєздатність армії і почати активні дії проти турецьких військ в Іраку. Кінець 1916 року генерал Мод присвятив відновленню боєздатності англійської армії в Месопотамії. В основному британські війська в Іраку складалися з індійських військ. Індійські підрозділи прибували по морю з Індії в Басру.

## Наступ на Багдад
Наступ британців почався 13 грудня 1916 року. Генерал Мод мав у своєму розпорядженні 50 000 навчених і оснащених солдатів і офіцерів. Турецькими військами в Іраку командував Халіл Кут, під керівництвом якого було 25 000 солдатів і офіцерів. Наступ британці вели по обох берегах річки Тигр. В ході просування британці натикалися на укріплені позиції османських військ. Так, наприклад, вони з 6 січня по 19 січня 1917 року штурмували укріплену позицію турків Хадаїри. Після запеклих боїв і штурму ряду оборонних позицій османської армії, до кінця лютого британці підійшли до Ель-Куту. Після чого англійці здійснили штурм міста і 24 лютого захопили його. Однак турецький генерал Карабекір не повторив помилки англійського генерала Таусенда і зумів вивести турецькі війська з міста, не давши можливості англійським військам замкнути турків у «пастку».

## Бої за Багдад
Наступ в напрямку Багдада британці відновили 5 березня. Через три дні індійські війська досягли околиць Багдада на річці Діяла. Халіл Кут вирішив захищати місто біля злиття річок Діяла і Тигр, південніше міста. Перші атаки 9 березня на османські позиції не принесли належного результату. Османські війська запекло пручалися. Після цього генерал Мод вирішив перекинути основні сили на північ, обійти турецькі війська і атакувати місто з незахищеною боку. У свою чергу, Халіль-паша вирішив перекидати свої війська паралельно британським на іншому березі Діяли. Однак 10 березня британські сили несподівано атакували турків і завдали їм відчутних втрат. Після цього Халіль-паша віддає наказ відступати турецькій армії з Багдаду в північному напрямку. Влада Османської імперії ухвалила рішення про евакуацію Багдада о 8 годині вечора 10 березня. Однак взяти ситуацію під контроль турецькому командуванню не вдалося, і вже 11 березня, переслідуючи відступаючі османські війська, британці увійшли в Багдад. Відступ перетворився на втечу розрізнених турецьких підрозділів. У результаті цього близько 9000 турецьких солдатів потрапило у британський полон.
11 березня британські війська на чолі з генералом Модом увійшли в Багдад. Британські війська були доброзичливо зустрінуті місцевим населенням. Через тиждень після захоплення міста генерал Мод видав документ, у якому говорилося: «Наші війська вступають у ваші міста і землі як визволителі, а не як завойовники або вороги».

## Наслідки
Захоплення Багдада стало важливою перемогою англійців і чутливою поразкою Османської імперії. Престиж британської армії після капітуляції Ель-Кута був частково відновлений. Турецьке командування було змушене припинити операції в Персії і почати формування групи військ для запобігання британського наступу в напрямку Мосула. Османська провінція з центром у Багдаді стала першою провінцією, яка перейшла під контроль британської армії. Генерал-губернатором в Месопотамії був призначений генерал Мод. Оскільки основними військами Британії в цій операції були індійські, уряд Британської Індії намагався створити власну адміністрацію в Месопотамії. У підсумку в Басрі була створена британська адміністрація, а в Багдаді місцева арабська.